# مك كلور (إلينوي)
مك كلور (بالإنجليزية: McClure)‏ هي منطقة سكنية تقع في الولايات المتحدة في إلينوي. يقدر عدد سكانها بـ 402 نسمة .